# Janvier 1939
Cette page présente les faits marquants du mois de janvier 1939.

## Événements
- Dans un discours, Hitler annonce que « la guerre à venir entraînera la destruction de la race juive en Europe » .
- Guerre d'Espagne : stratégie éclair de la Blitzkrieg, qui déroute les républicains.
- Premier vol du chasseur japonais Nakajima Ki-43 Hayabusa.

- 1er janvier :
  - Hewlett-Packard a été fondée à Palo Alto, Californie par William Hewlett et David Packard.
  - Sydney, Australie, a enregistré une température de 45 ˚C, le record le plus élevé pour la ville.
  - L'Allemagne nazie a interdit aux Juifs de travailler avec les Allemands.
  - Première édition du Concert du Nouvel An à Vienne.
  - En Espagne, toutes les jeunes femmes de moins de 25 ans ont l'obligation d'accomplir le service de travail obligatoire pendant un an.
  - Lancement du troisième plan quinquennal soviétique[1].

- 2 janvier :  le magazine américain Time choisit Adolf Hitler comme « homme de l'année ».

- 4 janvier : 
  - Le prince Fumimaro Konoe, Premier ministre du Japon cède la place à Kiichiro Hiranuma, baron nationaliste et profasciste.
  - Début des grèves qui toucheront les cinémas français tout au long du premier semestre 1939.

- 5 janvier :
  - Oscar du meilleur film étranger pour le film français La Grande Illusion de Jean Renoir.
  - Hitler annonce au ministre polonais des Affaires étrangères, le colonel Beck, que Dantzig devra tôt ou tard être restituée au Reich.
  - Un nouveau groupe parlementaire est créé au Royaume-Uni pour combattre la politique étrangère d’apaisement de Chamberlain.
  - Premier vol de l'avion triplace de reconnaissance Bloch MB.174

- 9 janvier, Radio Canada : feuilleton Nazaire et Barnabé de Ovila Légaré.

- 10 janvier : 
  - L'empire du Japon s’empare de Qingdao (Tsingtau) (Shandong).
  - Inauguration à Berlin par Adolf Hitler de la nouvelle chancellerie réalisée par Albert Speer.

- 12 janvier : premier vol du bombardier français Bloch MB.135.

- 13 janvier : l’Italie, l’Allemagne et le Japon invitent la Hongrie à adhérer au pacte anti-Komintern.

- 15 janvier : 
  - Chute de Tarragone.
  - La France autorise à nouveau le transit d'armes vers la république espagnole.

- 16 janvier : la bande dessinée Superman paraît pour la première fois

- 17 janvier : lancement à Brest du cuirassé français Richelieu.

- 19 janvier : Howard Hughes relie Los Angeles et New York en 7 heures et 28 minutes sur un avion « Hughes Special ».

- 21 janvier : la France ouvre en Lozère le camp de Rieucros, premier camp d'internement français pour les « étrangers indésirables » désignés par le décret-loi du 12 novembre 1938.

- 24 janvier : le séisme de 1939 à Chillàn de magnitude 8,3 fait entre 24 000 et 30 000 victimes au Chili[2].

- 26 janvier : 
  - Chute de Barcelone, la Catalogne tombe aux mains des troupes franquistes, 450 000 réfugiés espagnols parviennent en France où ils seront internés dans des camps (Argelès).
  - France : la Chambre approuve la politique étrangère du gouvernement Daladier.

- 27 janvier : premier vol du chasseur américain Lockheed P-38 Lightning.

## Naissances
- 1er janvier :
  - Ali Mahdi Mohamed, Homme d'État somalien († 10 mars 2021).
  - Michèle Mercier, comédienne française.
- 3 janvier : Bobby Hull, joueur de hockey († 30 janvier 2023).
- 6 janvier : Henri Nallet, homme politique français († 29 mai 2024).
- 7 janvier : 
  - Rosina Wachtmeister, peintre autrichienne.
  - Michel de Grèce,	Prince de Grèce et de Danemark († 28 juillet 2024).
- 9 janvier : Tony Dreyfus, avocat et homme politique français († 26 avril 2023).
- 11 janvier : Anne Heggtveit, skieuse alpine.
- 15 janvier : Gilbert Naccache, écrivain et militant de gauche tunisien († 26 décembre 2020).
- 16 janvier : Jean Van Hamme, scénariste de bande dessinée belge.
- 21 janvier : Steve Paxton, chorégraphe américain  († 21 février 2024).
- 23 janvier : Sonny Chiba, acteur japonais († 19 août 2021).
- 28 janvier : John M. Fabian, astronaute américain.
- 30 janvier : Colwyn Philipps, homme politique britannique († 26 avril 2009).

## Décès
- 4 janvier : Alfred Bourgeois, politicien.
- 14 janvier : Mary Elizabeth Cunningham, philanthrope irlandaise.
- 18 janvier : Ivan Mosjoukine, acteur et cinéaste russe.
- 28 janvier : William Butler Yeats, poète irlandais (° 13 juin 1865).